# 쓰르라미 울 적에 해
쓰르라미 울 적에 해(일본어: ひぐらしのなく頃に解, ひぐらしのなくころにかい 히구라시노 나쿠 코로니 카이[*])는 07th Expansion이 제작한 동인 게임〈쓰르라미 울 적에〉및, 이 게임을 원작으로 하는 소설・만화・드라마CD을 말하며  〈해답편〉 총 4편으로 구성되어 있다. 약칭〈쓰르라미 해. 자세한 사항은 아래 문서에 각각 서술한다.
- 메아카시 편 / 츠미호로보시 편 / 미나고로시 편 / 마츠리바야시 편

## 작품 별 개요

### 메아카시 편
부제는 〈~최애의 살인귀~〉
이번 작품은 〈와타나가시 편〉의 해답편이 되는 이야기로 소노자키 시온의 시점을 묘사한 작품이다.〈와타나가시 편〉에서 발생한 사건의 전모가 드러나지만 〈와타나가시 편〉과 〈메아카시 편〉은 별개의 세계이다.
이야기는 2부 구성이 되는 제 1부에서는 쇼와 57년을 무대로 소노자키 시온과 호죠 사토시의 이야기가 그려지며 제2부에서는 쇼와 58년이 무대가 된다. 보다 핵심적인 〈해답〉의 요소는 전개상 제2부부터 시작되지만 〈쓰르라미 울 적에〉 전체에 걸쳐 관련된 수수께끼는 밝혀지지 않으며, 이것에 대한 언급은 다음 작품인 〈쓰르라미 울 적에 츠미호로보시 편〉에서부터 등장한다. 하지만, 이 이야기의 결말이 다름 이야기로의 흑막과 싸우는 방법에 대해 간접적으로 힌트를 주고 있다.
이야기 중반에는 미스테리 적 요소가 강해지지만 그 이후에는 거의 서스펜스 적 전개가 이뤄진다. 덧붙여, 메아카시 편에서는 〈사회와 사람〉, 〈살인의 의미〉등의 테마성이 짙게 나타난다.
그 테마성 때문에 이번 에피소드에서는 잔학성이 매우 높은 장면이 많이 등장한다. 이 작품 중 그려진, 어떤 종지부를 찍는 장면은 독자가 무심코 눈을 피해 버릴 만한 장면으로 유명하다.
PS2판 〈축제〉에는 〈제 5장・메아카시 편〉이란 이름으로 수록. DS판 〈반・제 2권〉에도 수록되어 있다.
덧붙여, 원작자가 콘프틱 2006년 9월 호에 실린 발언에 따르면 이번 작품은 매우 호평을 받았다고 말했다.

### 츠미호로보시 편
부제는 〈최초의 실수는 어디인가〉
전작 〈메아카시 편〉에서는 〈와타나가시 편〉에 대한 해답만이였던 것과는 달리 이번 작에서는 《쓰르라미 울 적에》전체에 걸쳐 나타나는 수수께끼의 해답이 조금 씩 등장한다.
이번 작은 마에바라 케이이치 및 류구 레나의 시점에서 〈동시간 각개 전개〉의 형태가 나타난다. 이번 작에서는 각 시나리오에 대해 여러 가지 면을 보이는 메인 히로인 류구 레나의 내면과 그것을 둘러싼 환경에서 생겨난 여러 가지 엑시던트가 스토리의 중심이 된다.
PS2판 〈축제〉에는 〈제 7장・츠미호로보시 편〉이란 이름으로 DS판에는 〈반・제 3권〉이란 이름으로 수록되었다.

### 미나고로시 편
부제는 "~최후의 진실~"(~最期の真実~). 
히마츠부시 편의 히로인이였던 후루데 리카를 중심으로 이야기가 진행된다. 하뉴가 처음으로 등장하는 에피소드이다.
이야기의 전반적인 진상을 밝히는 에피소드로 중요한 내용이 많이 포함되어있다.

### 마츠리바야시 편
부제는 〈~마지막 정도는 행복한 꿈을~〉
이전 3작을 모두 클리어해야 게임 선택창에 등장한다. 시나리오 락에서 미나고로시 편을 종료해도 나타난다.
이번 작품에서는 스토리의 적이라 할 수 있는 인물과 미나고로시 편에서 주인공으로 등장한 히로인 후루데 리카를 중심으로 이야기가 전개된다. 특히 적에 대해서는 쓰르라미 울 적에 전체에 걸쳐 중요한 내용이 등장한다. 즉, 말하자면, 미나고로시 편의 속편의 형식으로. 히나미자와 증후군의 진상이나 연속 괴사 사건 이전의 이야기도 등장한다.
조각 엮기라는 특이한 방식으로 게임이 진행된다.
PS2판 축제에서는 〈미오즈쿠시 편〉가 대신 하는 형태로 미수록 되었지만 DS판에는 반・제 4권이란 이름으로 수록되었다.

## 작품 목록

### 원작
- 메아카시 편 (目明し編) ~ 가장 사랑(최애)하는 살인귀 ~
- 츠미호로보시 편 (罪滅し編) ~ 최초의 실수를 부디 ~
- 미나고로시 편 (皆殺し編) ~ 최후의 진실 ~
- 마츠리바야시 편 (祭囃し編) ~ 마지막(최후) 만큼은 행복한 꿈을 ~

### 애니메이션
위 작품을 원작으로 하는 쓰르라미 울 적에 애니메이션 제2기 제목. 단, 원작과 다르게 애니메이션 판 2기에는 오리지널 새로운 에피소드〈야쿠사마시 편〉(일본어: 厄醒し編, やくさましへん)가 있고, 원작의 〈解〉에 포함된 〈메아카시 편〉,〈츠미호로보시 편〉은 애니메이션 제1기에 포함된다. 자세한 사항은 애니메이션 제 2기 쓰르라미 울 적에에 서술 한다.

#### 방영본 목록
제 2기 쓰르라미 울 적에 해답편 제 6 ~ 13화
- 제1화 미로의 법칙
- 제2화 운명을 바꾸는 방법
- 제3화 흔들림
- 제4화 교섭
- 제5화 대결
- 제6화 강한 의지
- 제7화 히나미자와 증후군
- 제8화 종말

## 관련 상품

### 카드 게임
Lycee
실버 브릿츠의 트레이닝 카드 게임. Lycee에 참전해 있다. 수록 엑키스 패션은 07th Expansion1.0등.